# Sài Gònbrug
De Sài Gònbrug is een brug in de Vietnamese stad Ho Chi Minhstad. De brug overpant de Saigon, waar de brug zijn naam aan heeft te danken. De brug verbindt de districten Bình Thạnh en Quận 2 met elkaar. 
Bij de brug begint de Hoofdweg van Hanoi die Ho Chi Minhstad met Biên Hòa verbindt. De brug is gemaakt van beton en heeft een lengte van 1010 meter, de breedte is 26 meter. De Hoofdweg van Hanoi heeft hier vier rijstroken voor autoverkeer en twee rijstroken voor motoren en fietsers.